# Paradubbelverkleinde romboëdrisch icosidodecaëder
Een paradubbelverkleinde romboëdrisch icosidodecaëder is in de meetkunde het johnsonlichaam J80. Deze ruimtelijke figuur kan worden geconstrueerd door van een rombische icosidodecaëder twee vijfhoekige koepels J5 weg te nemen, die niet tegenover elkaar liggen.
De 92 johnsonlichamen werden in 1966 door Norman Johnson benoemd en beschreven.
- (en)  MathWorld. Parabidiminished Rhombicosidodecahedron